# Російська окупація Київської області
Російська окупація Київської області — це військова окупація, яка почалася в перший день російського вторгнення в Україну 24 лютого 2022 року. Місто Київ не було окуповано, але зазнало інтенсивних бомбардувань. Проте було окуповано багато населених пунктів поблизу північних і західних частин Київської області.
Станом на липень 2022 року в Київській області знайшли тіла 1346 місцевих жителів, які загинули від рук російських окупантів. Ще 300 людей вважаються зниклими безвісти. Влада Київської області оголосила 12 червня 2022 року, що готує концепт розбудови меморіальних комплексів та музеїв, присвячених подіям окупації Київщини російськими окупантами. Крім музеїв та меморіальних комплексів, планують створити й туристичні маршрути пам'яті війни.

## Окупація

### Прихід російських військ
24 лютого 2022 року російські війська почали вторгнення в Україну, головною метою яких була столиця — місто Київ. Російські війська увійшли в Київську область і швидко захопили Чорнобиль і Прип'ять у Чорнобильській зоні відчуження.
До 26 лютого 2022 року російські війська захопили Гостомель, Бородянку, Ворзель і Бучу. Це призвело до важкого бою за аеропорт Антонов, результатом якого стала перемога росіян.

### Київ
Вранці 25 лютого троє російських диверсантів у костюмах українських військових увійшли в Оболонський район, що за 10 кілометрів на північ від будівлі Верховної Ради України.
27 лютого бойові дії українських військ з російськими диверсантами тривали. Тим часом місцеві чиновники залишалися непохитними в тому, що місто все ще перебуває під повним контролем України.
28 лютого нова хвиля російських військ просунулася до Києва, але прямих бойових дій було мало: того дня по місту було випущено лише три ракети. Супутникові знімки показали наявність довгої колони російської техніки, яка прямувала до Києва вздовж 64-кілометрової траси, що наближалася до Києва з півночі та була приблизно за 39 км від центру Києва.
Вранці 1 березня Міністерство оборони Російської Федерації розповсюдило повідомлення про евакуацію місцевих цивільних осіб, указавши на те, що вони мають намір націлитися на українські електропередавальні об'єкти навколо Києва, і що всі жителі поблизу мають залишити цей район. Через кілька годин російська ракета влучила в Київську телевежу, убивши п'ятеро людей і п'ятьох поранивши. Мер Києва Віталій Кличко заборонив продаж алкоголю в Києві, закликавши власників магазинів і аптечних мереж не «використовувати» ситуацію, підвищуючи ціни на «продукти харчування, товари першої необхідності та ліки».
22 березня українські війська почали контрнаступ, щоб відбити росіян від міста. Українські війська евакуювали тисячі людей з прилеглих передмість і селищ, у тому числі 20 000 людей лише в Борисполі, і повернули навколишні села та міста.

### Бровари та Лук'янівка
10 березня була помічена російська бронетехніка, яка прямувала в бік Броварів, невдовзі після захоплення села Лук'янівка.
28 березня українські війська відвоювали Лук'янівку та витіснили російські війська з Броварів. На Лук'янівці зруйновано більшість будинків, на вулицях залишилися пошкоджені російські танки.
29 березня Російська Федерація почала обстріли в районі Броварів. Було підпалено склад, а сусідні села зазнали великих збитків.

### Український контрнаступ
28 березня українські війська виграли битву за Ірпінь і почали відвойовувати багато населених пунктів.
До 2 квітня українські військові відновили контроль над усією Київською областю, повністю припинивши її окупацію.

## Наслідки
Станом на липень 2022 року в Київській області знайшли тіла 1346 місцевих жителів, які загинули від рук російських окупантів. Ще 300 людей вважаються зниклими безвісти.

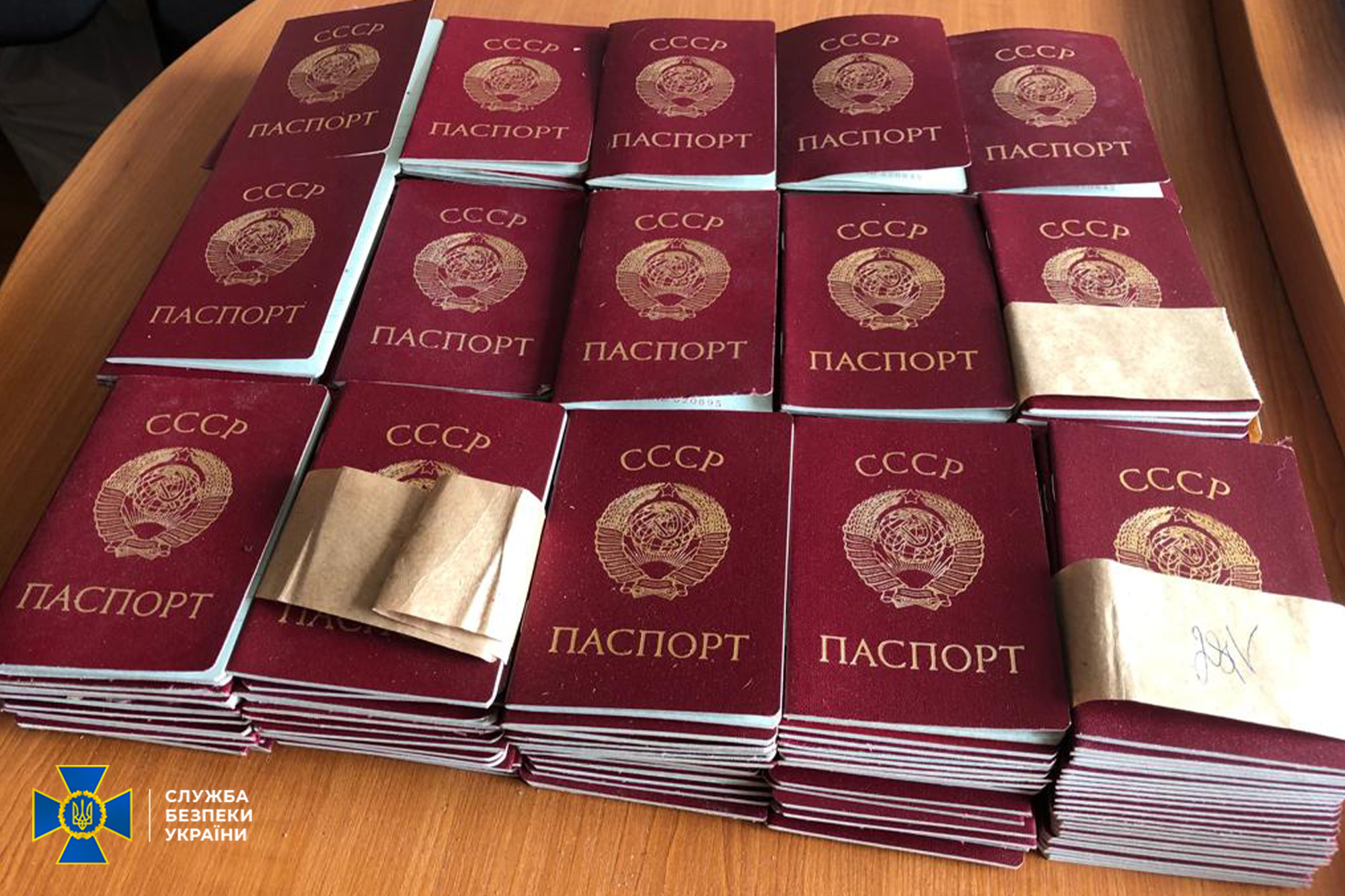
Бланки радянських паспортів, підготовлені окупаційними силами для мешканців Київської області

10 червня 2022 року Служба безпеки України, посилаючись на дані контррозвідки, повідомила, що в разі повного захоплення Київської області Російська Федерація планувала паспортизувати місцевих жителів паспортами колишнього СРСР — тимчасово, до видачі російських документів. Зокрема, було виявлено ворожу схованку з бланками паспортів колишнього СРСР — вона була облаштована у занедбаному будинку біля міста Макарів Бучанського району. Примітно, що ці бланки були саме українського зразка — від імені УРСР. Станом на 17 серпня 2022 року Національна поліція України за результатами розслідування направила до суду матеріали щодо підозрюваних у 10 кримінальних провадженнях у Київській області, що стосуються колабораціонізму.
Влада Київської області оголосила 12 червня 2022 року, що готує концепт розбудови меморіальних комплексів та музеїв, присвячених подіям окупації Київщини російськими окупантами. Крім музеїв та меморіальних комплексів, планують створити й туристичні маршрути пам'яті війни.

### Операції з розмінування
Російські війська замінували райони, звідки вони відійшли, і українська влада почала операції з розмінування територій, при цьому Сполучені Штати планують надати 89 000 000 доларів США на розмінування Київської, Чернігівської, Житомирської та Сумської областей.
8 травня народна депутатка України Юлія Тимошенко повідомила про завершення робіт з розмінування Київської області.

### Чорнобильська атомна електростанція
У Чорнобилі російські військові викрали з лабораторії АЕС небезпечний радіоактивний пил і речовини.

### Воєнні злочини

#### Бородянка
Російські війська інтенсивно бомбили місто Бородянка під Києвом. Вночі військовослужбовці з касетних боєприпасів обстріляли житловий будинок. Вони також залишили міни в цивільних районах.

#### Буча
Коли Буча та Бучанський район були під російською окупацією, російські солдати ґвалтували, зв'язували та вбивали мирних жителів Бучі та залишали їх помирати на вулицях. Коли російські війська відступили, вони залишили незліченну кількість танків у зруйнованих будинках цивільних, а тіла мертвих валялися по всьому місту, а також були розкидані міни.

#### Ірпінь
6 березня 2022 року російські війська обстріляли перехрестя, на якому мешканці Ірпеня тікали до Києва, внаслідок чого загинуло вісім осіб.